# Dachverband archäologischer Studierendenvertretungen

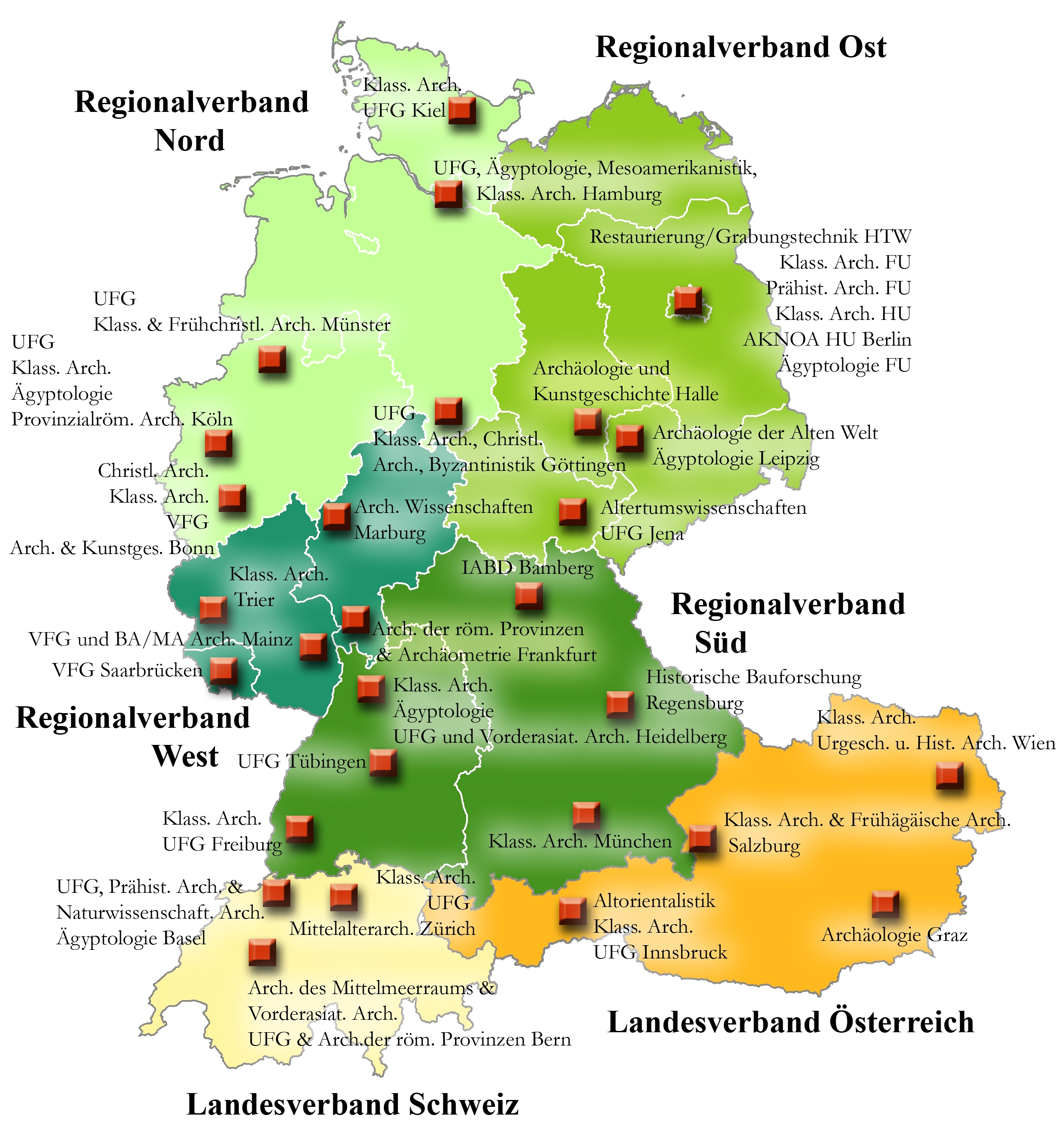
Mitglieder des Dachverbandes Archäologischer Studierendenvertretungen e.V. im Mai 2013

Der Dachverband Archäologischer Studierendenvertretungen e.V. (DASV) bündelt die Interessen von Studierenden archäologischer Fächer im deutschsprachigen Raum. Er ist ein freiwilliger Zusammenschluss der jeweiligen Studierendenvertretungen (Fachschaftsräte und -initiativen, Unabhängige Studierendenschaften, österreichische Studierendenvertretungen) archäologischer Fächer. Die dabei vertretenen Disziplinen sind Ägyptologie, Altertumswissenschaften, Christliche Archäologie, Klassische Archäologie, Provinzialrömische Archäologie, Ur- und Frühgeschichte sowie weitere Fächer des Fachbereiches.

## Ziele
Der Verein versteht sich als Sprachrohr der Studierenden archäologischer Fächer im deutschsprachigen Raum. Zu seinen Aufgaben zählen die Schaffung, Wahrung und Förderung der studentischen Selbstverwaltungsgremien im Bereich der archäologischen Fächer sowie die Vernetzung und Koordination der Studierendenvertretungen der archäologischen Disziplinen innerhalb und vor allem zwischen den einzelnen Hochschulen.
Daneben beteiligt sich der DASV an der Klärung von fach- und studienbezogenen Fragen, fördert die hochschulpolitische Information und Diskussion und setzt sich für den Erhalt der Vielfalt von archäologischen Instituten und Seminaren an den Hochschulen im Verbandsgebiet ein.
Ein weiterer Schwerpunkt der Arbeit liegt bei der Kooperation mit Fachorganisationen der Altertumswissenschaften. 2008 wurde ein Kooperationsvertrag mit der Deutschen Gesellschaft für Ur- und Frühgeschichte (DGUF) der Gesellschaft für Naturwissenschaftliche Archäologie und Archäometrie (GNAA) und dem West- und Süddeutschen Verband für Altertumsforschung (WSVA) geschlossen. 2011 wurde eine weitere Kooperation mit dem Archäologischen Studierendenverband Österreich (ASVÖ) unterzeichnet. Des Weiteren arbeitet der DASV e.V. mit dem Deutschen Archäologenverband (DArV) zusammen mit dem seit Juni 2012 eine Kooperation existiert. Seit 2011 ist er auch Mitglied im Deutschen Verband für Archäologie und immer um eine Zusammenarbeit mit weiteren Fachverbänden bemüht.

## Gründung, Mitglieder
Der Verein wurde am 15. Mai 2005 gegründet und ist ein eingetragener Verein, erfüllt aber die Funktion eines Dachverbands.
Stand Mai/2013 sind 55 Studierendenvertretungen ordentliche Mitglieder im DASV e.V. Darüber hinaus kann an Personen die Außerordentliche und die Ehrenmitgliedschaft vergeben werden. Institutionen und Personen, die die Arbeit des Verbandes durch logistische oder finanzielle Mittel unterstützen, können eine Fördermitgliedschaft beantragen.

## Struktur
Der Dachverband gliedert sich in sechs Regional- oder Landesverbände:
- Regionalverband Nord (Schleswig-Holstein, Hamburg, Niedersachsen, Nordrhein-Westfalen)
- Regionalverband Ost (Mecklenburg-Vorpommern, Berlin, Brandenburg, Thüringen, Sachsen, Sachsen-Anhalt)
- Regionalverband West (Hessen, Rheinland-Pfalz, Saarland)
- Regionalverband Süd (Bayern, Baden-Württemberg)
- Landesverband Schweiz und
- Landesverband Österreich.

Jedem der sechs Regional- oder Landesverbände stehen Regionalvertreter bzw. Landesvertreter vor, die sich für die Belange des Verbandes in kleinerem geographischen Rahmen einsetzen. Diese Vertreter bilden das Bindeglied zwischen dem Vorstand, den Regional- bzw. Landesverbänden und den Beirat des DASV e.V. Analog zur Anzahl der Regional- und Landesverbände hat der Vorstand des DASV e.V. laut Satzung minimal drei und maximal sechs Mitglieder. Der Vorstand regelt die Vereinsgeschäfte und vertritt den Verband nach außen.

## Mitgliederversammlung, Internationale Fachschaftentagung
Der Verein unterstützt die archäologischen Studierendenvertretungen bei der Ausrichtung der einmal im Semester stattfindenden Internationalen Fachschaftentagung (IFaTa), in deren Rahmen auch die Mitgliederversammlung und diverse Arbeitsgruppen zu verschiedenen Themen rund um das Archäologiestudium stattfinden. Auf der Mitgliederversammlung werden auch der Vorstand und die Regionalvertreter bzw. Landesvertreter des DASV gewählt. Zudem finden einmal im Semester auch ein Regional- bzw. Landesverbandstreffen statt. Auf diesen Treffen werden aktuelle Themen und Probleme im Hinblick auf Hochschulpolitik, Bachelor- und Masterordnungen, Studienverlauf in den einzelnen Regional-/Landesverbänden und Themen für die IFaTa besprochen.

## Projekte
Der Verein und die einzelnen Regional- oder Landesverbände organisieren regelmäßig Veranstaltungen, welche sich als Service-Angebot an die Studierenden der Archäologie im Verbandsgebiet richten. Die Organisation wird dabei von ehrenamtlich tätigen Studierenden übernommen und vom Verband koordiniert.